# Euceros albitarsus
Euceros albitarsus är en stekelart som beskrevs av Curtis 1837. Euceros albitarsus ingår i släktet Euceros och familjen brokparasitsteklar. Inga underarter finns listade i Catalogue of Life.

## Bildgalleri

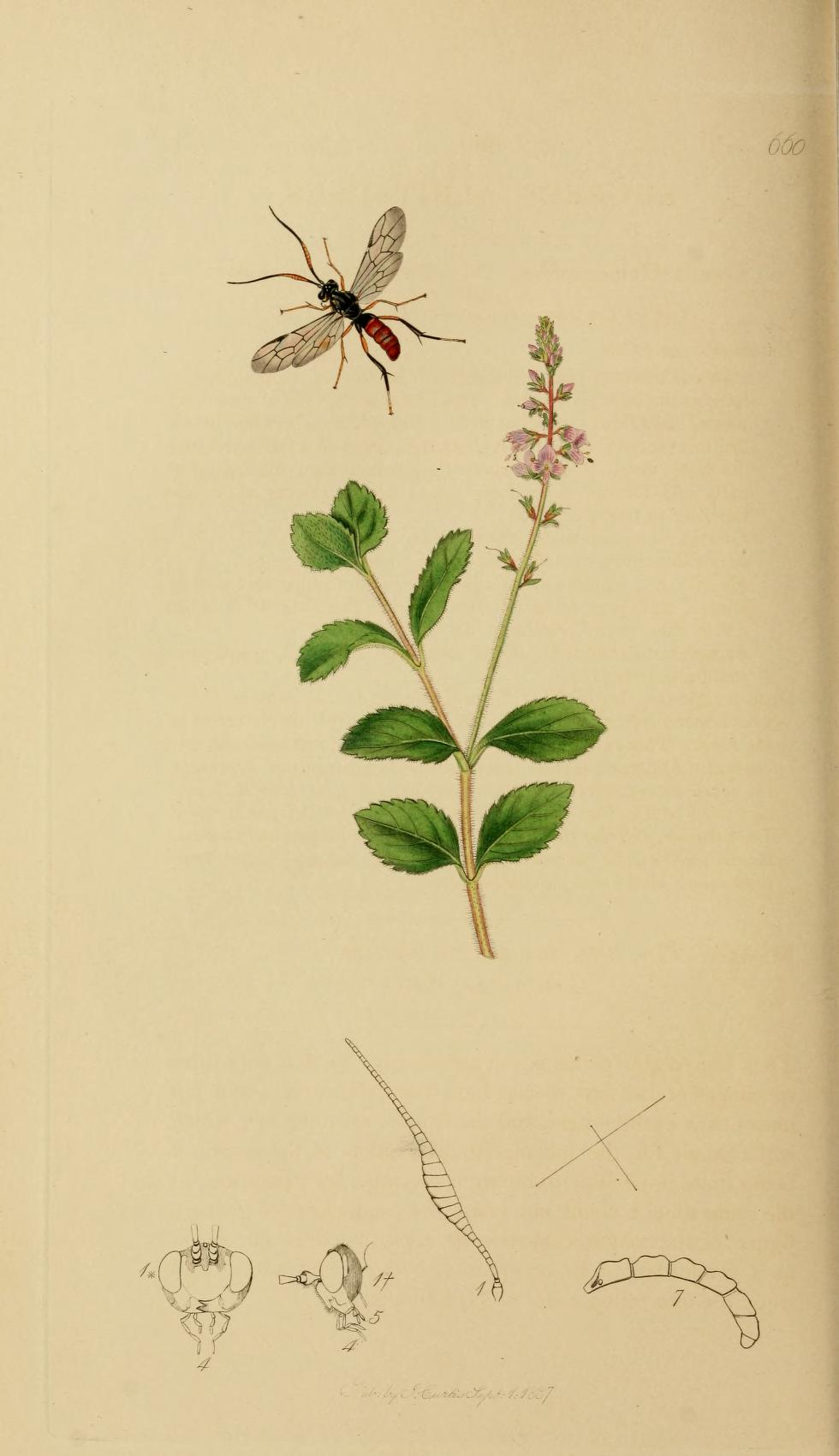